# Franco Giornelli
Franco Giornelli (* 7. Februar 1931 in Perugia) ist ein italienischer Schauspieler, Produktionsleiter und Regisseur.

## Leben
Giornelli erwarb die Hochschulreife, entschied sich aber gegen ein Studium und für den Besuch der „Libera Accademia di Teatro“ von Pietro Scharoff. Er trat einige Jahre vor allem auf Bühnen auf, die sich dem experimentellen Theater gewidmet hatten, bevor er 1957 neben Vittorio Gassman und Salvo Randone beim „Teatro Greco di Siracusa“ in Sophokles’ Philoktetes Aufmerksamkeit erregte. Parallel zu diesen Aktivitäten war er in den 1950er Jahren als Schnittsekretär, dann als Produktionsassistent und schließlich als Produktionsleiter beim Film beschäftigt; vor allem bei Produktionen von Carlo Caiano und dann Ottavio Poggi wurde Giornelli engagiert.
Von 1966 an sah man Giornelli als Charakterdarsteller in etwa einem Dutzend Filmen, bevor 1979 seine einzige Kino-Regiearbeit entstand. Il matto war eine nach eigenem Drehbuch entstandene ernsthafte Auseinandersetzung des Verhältnisses von Mensch und Natur; ein frühes Beispiel der Ökologie-Thematik und in seiner Art einzigartig im italienischen Kino. Im darauffolgenden Jahrzehnt drehte Giornelli für das Fernsehen neben zahlreichen kurzen Auftragsarbeiten zwei lange Filme mit Spielhandlung. 1995 trat er schließlich mit drei dokumentarischen Werken, die die Schönheiten seiner Heimatregion schildern, in Erscheinung.

## Filmografie (Auswahl)

### Darsteller
- 1967: Escondido (El Desperado)
- 1967: Ich komme vom Ende der Welt (L’avventuriero)
- 1968: Django – Die Bibel ist kein Kartenspiel (Execution)
- 1968: Kommandounternehmen „Radarfalle“ (Probabilità zero)
- 1970: Der Einsame aus dem Westen (Sledge)

### Regisseur
- 1979: Il matto